# No sé decir adiós
No sé decir adiós és una pel·lícula espanyola de 2017 de gènere dramàtic dirigida per Lino Escalera, el seu film debut com a director, una història intimista de com enfrontar-se a la mort imminent del pare.
El film es va estrenar al maig de 2017 i ha guanyat premis de cinema molt prestigiosos, en particular el Goya a millor actriu protagonista a Nathalie Poza. Ha estat doblada al català.

## Sinopsi
Carla, una alta executiva autodestructiva i amb problemes de drogues, rep una trucada de la seva germana sobre el seu pare, amb el qual fa anys que no es parla i a qui acaben de detectar un càncer terminal.
Es desplaça des de Barcelona fins a la seva Almeria natal, on es troba amb el seu passat.
La família de la seva germana, molt unida, està preparada per a evitar el sofriment del seu pare amb un tractament pal·liatiu.
Disposada a compensar el temps perdut, Carla farà tot el possible per salvar al seu pare.

## Repartiment
- Nathalie Poza com Carla
- Juan Diego com José Luis, el pare
- Lola Dueñas com Blanca, la germana
- Miki Esparbé com Sergi
- Pau Durà com Nacho
- Oriol Pla com Coco
- Marc Martínez com Marcelo

## Premis
Premis Goya
| Categoria                    | Persona       | Resultat   |
| ---------------------------- | ------------- | ---------- |
| Millor actriu protagonista   | Nathalie Poza | Guanyadora |
| Millor director novell       | Lino Escalera | Nominat    |
| Millor actriu de repartiment | Lola Dueñas   | Nominada   |

Premis Forqué
| Categoria                   | Persona       | Resultat   |
| --------------------------- | ------------- | ---------- |
| Millor actriu protagonista  | Nathalie Poza | Guanyadora |
| Millor actor de repartiment | Juan Diego    | Nominat    |

Premis Feroz
| Categoria                    | Persona                     | Resultat   |
| ---------------------------- | --------------------------- | ---------- |
| Millor pel·lícula dramàtica  | Millor pel·lícula dramàtica | Guanyadora |
| Millor actriu protagonista   | Nathalie Poza               | Guanyadora |
| Millor actor de repartiment  | Juan Diego                  | Nominat    |
| Millor actriu de repartiment | Lola Dueñas                 | Nominada   |
| Millor guió                  | Lino Escalera i Pablo Remón | Nominats   |

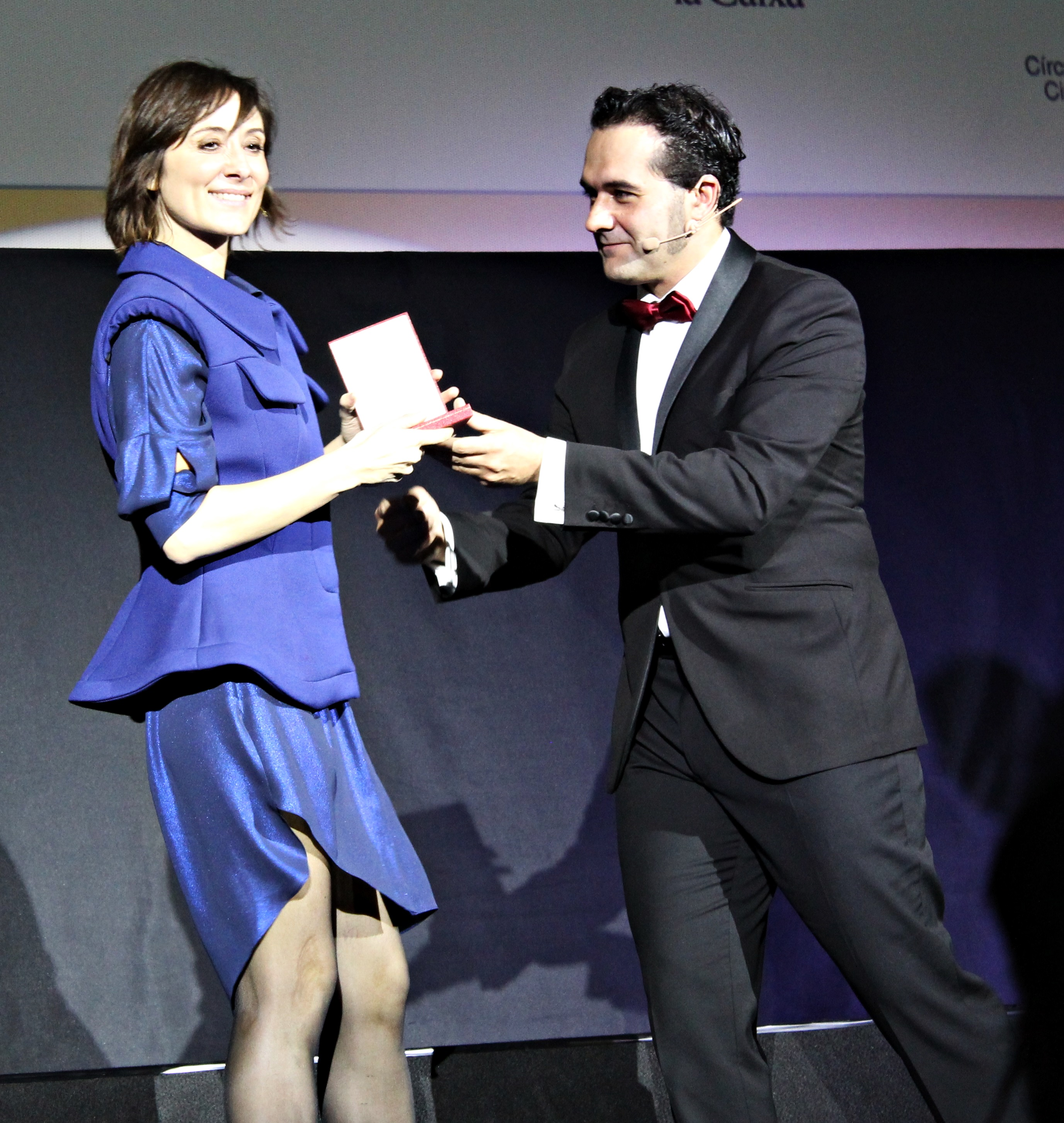
Nathalie Poza rebent la Medalla del Cercle d'Escriptors Cinematogràfics a la millor actriu.

Medalles del Cercle d'Escriptors Cinematogràfics
| Categoria                | Persona       | Resultat   |
| ------------------------ | ------------- | ---------- |
| Millor actriu            | Nathalie Poza | Guanyadora |
| Millor actriu secundària | Lola Dueñas   | Guanyadora |
| Director revelació       | Lino Escalera | Nominat    |